# Aurons
Aurons é uma comuna francesa na região administrativa da Provença-Alpes-Costa Azul, no departamento de Bouches-du-Rhône. Estende-se por uma área de 12,82 km². Em 2010 a comuna tinha 576 habitantes (densidade: 44,9 hab./km²).